# SEAT Málaga
O SEAT Málaga (codinome 023A) é um sedã de quatro portas produzido pela fabricante espanhola SEAT de 1985 a 1991 e nomeado em homenagem à cidade de Málaga, na Andaluzia, no sul da Espanha. Pode ser considerado uma variante sedã do SEAT Ibiza, embora os fundamentos do Málaga e do Ibiza Mark 1 tenham sido baseados nos do SEAT Ronda.

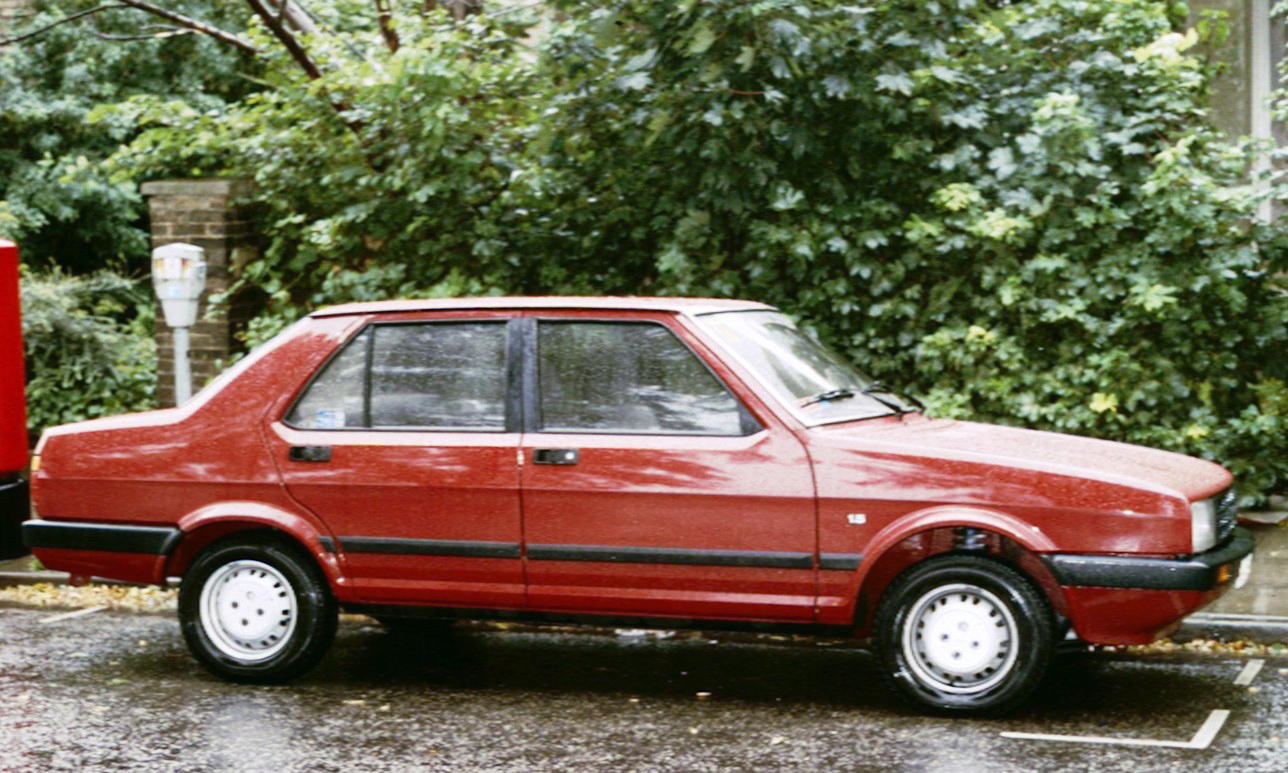
SEAT Málaga 1.5 1985

Esta era uma versão remodelada do SEAT Ritmo, que por sua vez era a versão rebatizada do Fiat Ritmo. O Málaga lembrava mais o Fiat Regata, que era a versão sedã da própria Fiat do hatchback Fiat Ritmo. No entanto, o SEAT Málaga e o Fiat Regata foram desenvolvidos separadamente, pois os dois fabricantes já haviam encerrado sua parceria na época do lançamento de seus dois modelos sedãs.

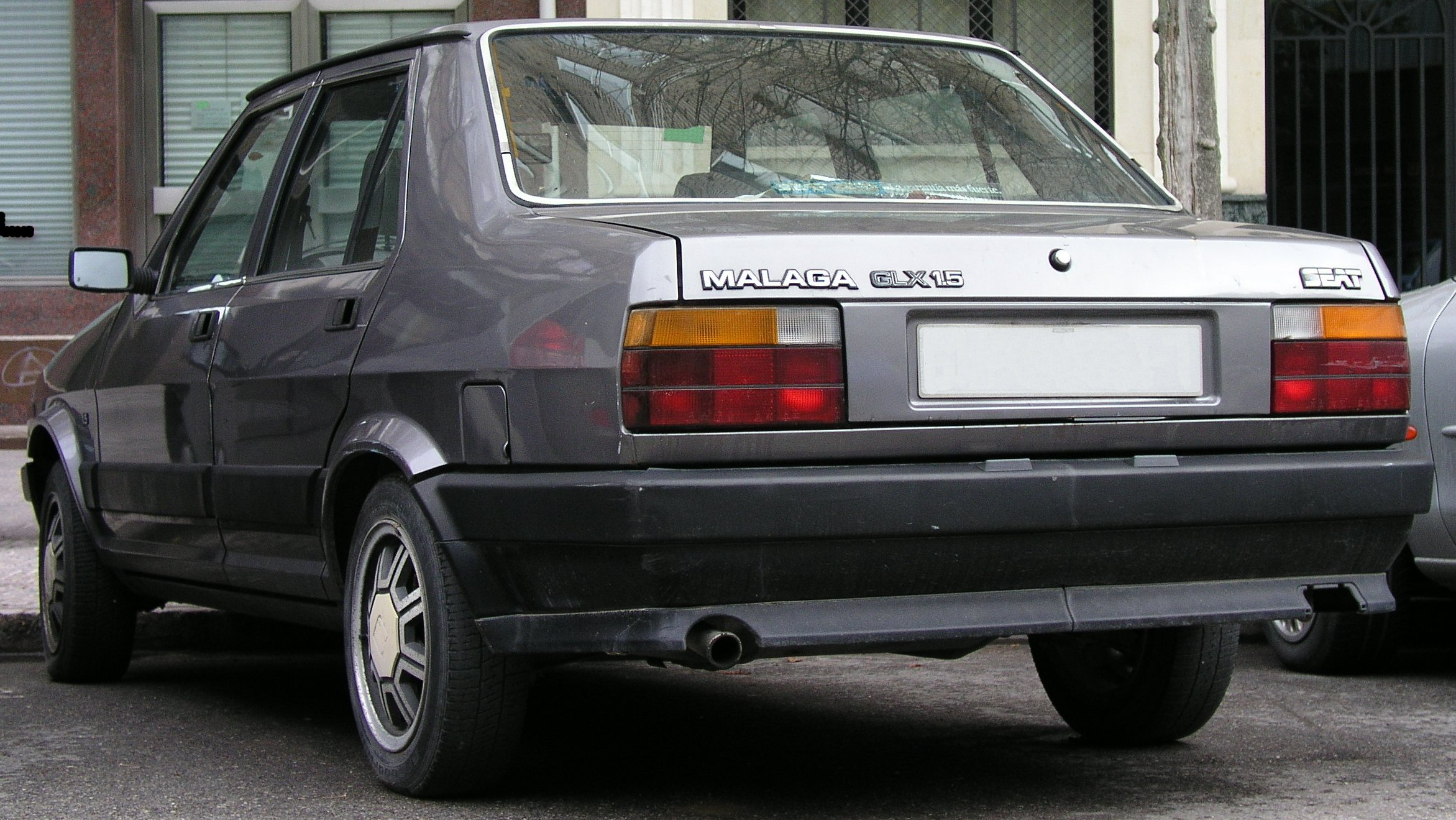
SEAT Málaga GLX 1986

O SEAT Málaga foi lançado no Reino Unido em setembro de 1985, junto com o SEAT Ibiza. Ele competiu amplamente com ofertas de orçamento como o Hyundai Pony e aqueles da Lada, Škoda, Yugo e FSO.
A produção terminou em maio de 1991, quando a SEAT foi assumida pelo Grupo Volkswagen. O carro foi substituído pelo SEAT Toledo, o primeiro carro desenvolvido pela Volkswagen da SEAT. O sedã baseado no Ibiza, o SEAT Córdoba, foi lançado no final de 1993.

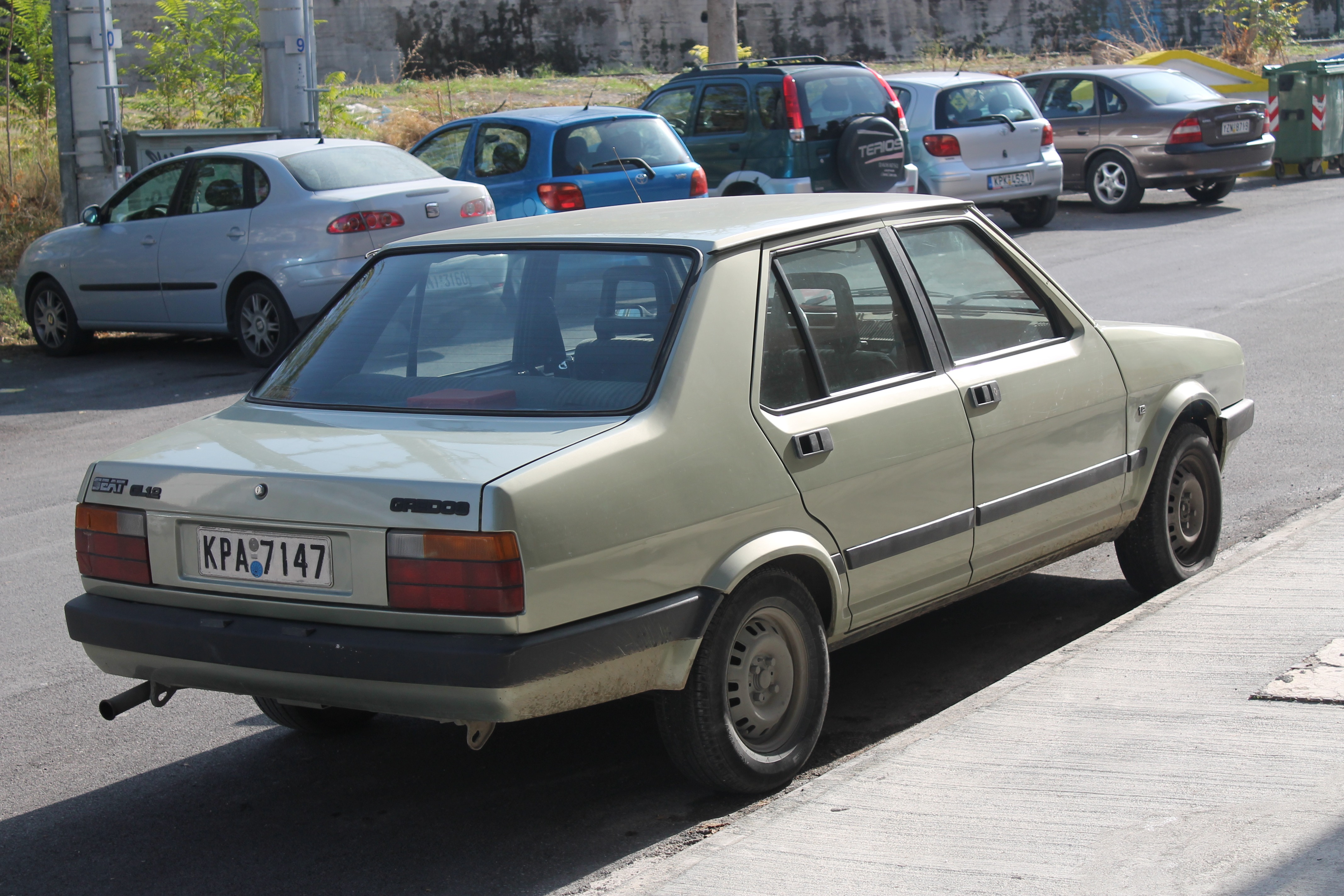
SEAT Gredos GL 1.2 (Grécia)

O Málaga vendeu relativamente bem na Espanha, mas foi menos popular nos mercados de exportação, apesar de compartilhar o mesmo grupo motopropulsor System Porsche do SEAT Ibiza. O Málaga foi comercializado como SEAT Gredos na Grécia, em homenagem à cordilheira espanhola Serra de Gredos, porque a palavra Málaga era considerada muito semelhante ao onipresente palavrão grego malakas.

## Números de vendas e produção
A produção total anual de veículos SEAT Málaga é apresentada na tabela seguinte:
| Modelo               | 1986   | 1987   | 1988   | 1989   | 1990   | 1991  |
| -------------------- | ------ | ------ | ------ | ------ | ------ | ----- |
| Produção total anual | 41.292 | 37.653 | 39.269 | 36.882 | 33.098 | 8.735 |